# Élection présidentielle colombienne de 1962
L'élection présidentielle colombienne de 1962 est l'élection présidentielle dont le premier tour se déroula le dimanche 6 mai 1962 en Colombie. Ces élections furent remportées par Guillermo León Valencia.

## Résultats
| Candidats               | Parti politique                   | Votes     |
| ----------------------- | --------------------------------- | --------- |
| Guillermo León Valencia | Parti conservateur                | 1 633 873 |
| Alfonso López Michelsen | Mouvement révolutionnaire libéral | 624 863   |
| Jorge Leyva Urdaneta    | Dissident du Parti conservateur   | 308 814   |
| Gustavo Rojas Pinilla   | ANAPO                             | 54 557    |
| Votes blancs            | Votes blancs                      | 5 822     |
| Total de votes valides  | Total de votes valides            | 1 945 582 |
| Votes nuls              | Votes nuls                        | 683 436   |
| Total de votants        | Total de votants                  | 2 634 840 |